# Flugplatz Birao

i7
i11
i13
Der Flugplatz Birao (französisch Aérodrome de Birao, IATA-Code: IRO, ICAO-Code: FEFI) ist der Flugplatz von Birao, der Hauptstadt der Präfektur Vakaga im äußersten Norden der Zentralafrikanischen Republik.
Der Flugplatz liegt etwa 10 Kilometer südwestlich der Stadt auf einer Höhe von 517 Metern in einer offenen Savannengegend. Seine Start- und Landebahn ist unbefestigt und verfügt nicht über eine Befeuerung. Der Flugplatz kann nur tagsüber und nur nach Sichtflugregeln angeflogen werden. Er verfügt nicht über reguläre Passagierverbindungen.